# Berveni
Berveni è un comune della Romania di 3,569 abitanti, ubicato nel distretto di Satu Mare, nella regione storica della Transilvania. 
Il comune è formato dall'unione di 2 villaggi: Berveni e Lucăceni.